# Janice Cayman
Janice Cayman (ur. 12 października 1988 w Brasschaat) – belgijska piłkarka, występująca na pozycji pomocniczki w angielskim klubie Leicester City W.F.C. oraz w reprezentacji Belgii. Uczestniczka Mistrzostw Europy 2017, 2022 i 2025.

## Statystyki

### Klubowe
Na podstawie:
| Klub                   | Sezonów | Liga                           | Liga  | Liga   | Puchar krajowy | Puchar krajowy | Kontynentalne | Kontynentalne | Suma  | Suma   |
| Klub                   | Sezonów | Liga                           | Mecze | Bramki | Mecze          | Bramki         | Mecze         | Bramki        | Mecze | Bramki |
| ---------------------- | ------- | ------------------------------ | ----- | ------ | -------------- | -------------- | ------------- | ------------- | ----- | ------ |
| KVK Tienen             | 2       | Belgian Women's Super League   | 3     | 1      | ?              | ?              | –             | –             | 3     | 1      |
| FCF Juvisy             | 3       | Division 1 Féminine            | 80    | 12     | 0              | 0              | 8             | 2             | 88    | 14     |
| Western New York Flash | 1       | National Women's Soccer League | 3     | 0      | 0              | 0              | –             | –             | 3     | 0      |
| Montpellier HSC        | 2       | Division 1 Féminine            | 44    | 13     | 0              | 0              | 6             | 1             | 50    | 14     |
| Olympique Lyon         | 4       | Division 1 Féminine            | 49    | 6      | 5              | 2              | 26            | 3             | 24    | 3      |
| Leicester City W.F.C.  | 2       | FA Women’s Super League        | 43    | 8      | 13             | 3              | –             | –             | 48    | 3      |
|                        | Łącznie | Łącznie                        | 222   | 40     | 18             | 5              | 40            | 6             | 247   | 43     |

### Reprezentacyjne
Na podstawie:
| Występy i gole w reprezentacji podczas Mistrzostw Europy 2017 | Występy i gole w reprezentacji podczas Mistrzostw Europy 2017 | Występy i gole w reprezentacji podczas Mistrzostw Europy 2017 | Występy i gole w reprezentacji podczas Mistrzostw Europy 2017 | Występy i gole w reprezentacji podczas Mistrzostw Europy 2017 | Występy i gole w reprezentacji podczas Mistrzostw Europy 2017 | Występy i gole w reprezentacji podczas Mistrzostw Europy 2017 | Występy i gole w reprezentacji podczas Mistrzostw Europy 2017 |
| Lp.                                                           | Data                                                          | Miasto                                                        | Przeciwnik                                                    | Wynik                                                         | Gole                                                          | Inne                                                          | Faza rozgrywek                                                |
| ------------------------------------------------------------- | ------------------------------------------------------------- | ------------------------------------------------------------- | ------------------------------------------------------------- | ------------------------------------------------------------- | ------------------------------------------------------------- | ------------------------------------------------------------- | ------------------------------------------------------------- |
| 1.                                                            | 16.07.2017                                                    | Doetinchem                                                    | Dania                                                         | 0:1 (0:1)                                                     |                                                               |                                                               | Faza grupowa                                                  |
| 2.                                                            | 20.07.2017                                                    | Breda                                                         | Norwegia                                                      | 2:0 (0:0)                                                     | 67'                                                           |                                                               | Faza grupowa                                                  |
| 3.                                                            | 24.07.2017                                                    | Tilburg                                                       | Holandia                                                      | 1:2 (0:1)                                                     |                                                               |                                                               | Faza grupowa                                                  |

| Występy i gole w reprezentacji podczas Mistrzostw Europy 2022 | Występy i gole w reprezentacji podczas Mistrzostw Europy 2022 | Występy i gole w reprezentacji podczas Mistrzostw Europy 2022 | Występy i gole w reprezentacji podczas Mistrzostw Europy 2022 | Występy i gole w reprezentacji podczas Mistrzostw Europy 2022 | Występy i gole w reprezentacji podczas Mistrzostw Europy 2022 | Występy i gole w reprezentacji podczas Mistrzostw Europy 2022 | Występy i gole w reprezentacji podczas Mistrzostw Europy 2022 |
| Lp.                                                           | Data                                                          | Miasto                                                        | Przeciwnik                                                    | Wynik                                                         | Gole                                                          | Inne                                                          | Faza rozgrywek                                                |
| ------------------------------------------------------------- | ------------------------------------------------------------- | ------------------------------------------------------------- | ------------------------------------------------------------- | ------------------------------------------------------------- | ------------------------------------------------------------- | ------------------------------------------------------------- | ------------------------------------------------------------- |
| 1.                                                            | 10.07.2022                                                    | Manchester                                                    | Islandia                                                      | 1:1 (0:0)                                                     |                                                               |                                                               | Faza grupowa                                                  |
| 2.                                                            | 14.07.2022                                                    | Rotherham                                                     | Francja                                                       | 1:2 (1:2)                                                     | 36'                                                           |                                                               | Faza grupowa                                                  |
| 3.                                                            | 18.07.2022                                                    | Manchester                                                    | Włochy                                                        | 1:0 (0:0)                                                     |                                                               |                                                               | Faza grupowa                                                  |
| 4.                                                            | 10.07.2022                                                    | Leigh                                                         | Szwecja                                                       | 0:1 (0:0)                                                     |                                                               |                                                               | Ćwierćfinał                                                   |

| Występy i gole w reprezentacji podczas Mistrzostw Europy 2025 | Występy i gole w reprezentacji podczas Mistrzostw Europy 2025 | Występy i gole w reprezentacji podczas Mistrzostw Europy 2025 | Występy i gole w reprezentacji podczas Mistrzostw Europy 2025 | Występy i gole w reprezentacji podczas Mistrzostw Europy 2025 | Występy i gole w reprezentacji podczas Mistrzostw Europy 2025 | Występy i gole w reprezentacji podczas Mistrzostw Europy 2025 | Występy i gole w reprezentacji podczas Mistrzostw Europy 2025 |
| Lp.                                                           | Data                                                          | Miasto                                                        | Przeciwnik                                                    | Wynik                                                         | Gole                                                          | Inne                                                          | Faza rozgrywek                                                |
| ------------------------------------------------------------- | ------------------------------------------------------------- | ------------------------------------------------------------- | ------------------------------------------------------------- | ------------------------------------------------------------- | ------------------------------------------------------------- | ------------------------------------------------------------- | ------------------------------------------------------------- |
| 1.                                                            | 03.07.2025                                                    | Doetinchem                                                    | Włochy                                                        | 0:1 (0:1)                                                     |                                                               |                                                               | Faza grupowa                                                  |
| 2.                                                            | 07.07.2025                                                    | Breda                                                         | Hiszpania                                                     | 2:6 (1:2)                                                     |                                                               |                                                               | Faza grupowa                                                  |
| 3.                                                            | 11.07.2025                                                    | Tilburg                                                       | Portugalia                                                    | 1:2 (0:1)                                                     | 90+6'                                                         |                                                               | Faza grupowa                                                  |

## Sukcesy
Na podstawie:

### Klubowe
- Liga Mistrzyń UEFA 2019/20, 2021/22
- Mistrzyni Francji 2021/22, 2022/23
- Mistrzyni USA 2016

### Reprezentacyjne
- Pinatar Cup 2022